# Infiniti
Infiniti este un constructor de autoturisme de lux, divizie a concernului Renault-Nissan. Infiniti a început vânzarea oficială a vehiculelor pe 8 noiembrie 1989, în America de Nord. Rețeaua de marketing pentru vehiculele marca Infiniti include dealeri din peste 50 de țări.
În 2012, Infiniti și-a mutat sediul central din clădirea corporativă a companiei Nissan din Yokohama și a fost integrată în Hong Kong sub numele de Infiniti Global Limited, iar Carlos Ghosn dorește ca Infiniti să se concentreze pe piața de lux din China continentală, devenind ce mai mare piață de automobile de lux. Nissan l-a numit pe Roland Krüger, fostul șef al diviziei asiatice a BMW, ca președinte al Infiniti în septembrie 2014. 
Cu crossover-ul QX60 (cunoscut anterior ca JX35), Infiniti a început să producă vehicule în afară Japoniei. În 2014, a început să producă două modele în Xiangyang, China, o fabrică operată de compania mixtă Nissan cu Dongfeng Motor. În același timp, Nissan Motor Manufacturing UK s-a extins în Sunderland, Anglia, pentru a produce o mașină compactă numită Q30 în 2015. 